# Tomaž Brate
Tomaž Brate, slovenski arhitekt, * 1963, Novo mesto, † 16. oktober 2008, Ljubljana.

## Življenjepis
Brate je leta 1987 diplomiral na Fakulteti za arhitekturo v Ljubljani. Po končanem študiju je bil med letoma 1988 in 1998 bil sodelavec TV Slovenija na področju arhitekture za oddaji Studio City in Osmi dan. Podiplomski študij arhitekture, ki ga je vpisal po diplomi je prekinil še pred oddajo magistrske naloge.
Leta 1991 je sodeloval pri zasnovi razstave Vizija realnosti v Benetkah, leta 1996 pa pri zasnovi razstave Slovenija: 9 arhitektov. Bil je tudi soustanovitelj prve srednjeevropske arhitekturne revije za kulturo prostora Piranesi, katere odgovorni urednik je bil do leta 1998. Leta 2006 je skupaj z arhitekti Sadar + Vuga in projektom Formula Nova Ljubljana predstavljal Slovenijo na 10. mednarodni razstavi arhitekture v Benetkah.
Med letoma 1998 in 2001 je bil svetovalec ministra na ministrstvu za kulturo in nato do leta 2002 svetovalec vlade na ministrstvu za kulturo. Od leta 2003 je bil zaposlen na mestni občini Ljubljana, najprej na tedanjem oddelku za kulturo in raziskovalno dejavnost, nato na oddelku za gospodarske dejavnosti in promet.

## Nagrade
- Zlata ptica (1993) - za izjemne dosežke na področju kulturnega ustvarjanja.